# WindowsMode
WindowsMode（ウィンドウズモード）は、毎日コミュニケーションズ（現・マイナビ）が発行していた日本のコンピュータ情報誌である。誌名の通り、Microsoft Windowsに関連する技術情報や最新のハードウェア・ソフトウェア情報なども掲載した。毎月24日発売（地域によっては発売日から2～3日遅れる事もある）。
創刊時はWindows Start（ウィンドウズスタート）という誌名だったが、2006年6月に姉妹誌のPC MODEと統合される形で誌名が変更された。
Windows Startが得意としたWindows関連の情報と、PC MODEが得意としたMicrosoft Office関連の情報が記事の中心。初心者～中級者に対して比較的分かりやすく技術情報を紹介しているのが特徴である。最新ハードウェアやインターネット関連の情報・レビューなども掲載していた。
2007年9月号（第12巻9号、通巻147号）をもって「休刊」した。

## 表紙
Windows Start時代、創刊号はジャイアント馬場、第2号はウッチャンナンチャンと当初は男性のタレントを起用していたが、すぐに女性タレントの起用が増え、男性が表紙に登場することはなくなった。WindowsModeへ移行してからの表紙は風景写真・イラストをベースとしたものになり、タレントは登場しなかった。